# Armin Alesevic
Armin Alesevic (Glaris, Suiza, 6 de marzo de 1994) es un exfutbolista suizo de origen bosnio. Jugaba de defensor y su último equipo fue el FC Zürich.

## Selección
Ha sido internacional con la Selección Sub-19 de Suiza en 3 ocasiones anotando 1 gol.

## Clubes
| Club      | País  | Año         |
| --------- | ----- | ----------- |
| FC Zürich | Suiza | 2011 - 2019 |